# Randilea
Randilea is een geslacht van hooiwagens uit de familie Assamiidae.
De wetenschappelijke naam Randilea is voor het eerst geldig gepubliceerd door Roewer in 1935. 

## Soorten
Randilea is monotypisch en omvat slechts de volgende soort:
- Randilea scabricula